# Essentialisierung
Essentialisierung, abgeleitet von Essenz (lat. essentia „Wesen, Sein“, So-Sein), bezeichnet die Kategorisierung von Merkmalen eines Betrachtungsgegenstandes als für ihn wesenhaft. Eine solche Essentialisierung von Objekten der Betrachtung wird vor allem durch den Poststrukturalismus abgelehnt, da die Vorstellung einer dauerhaften Wesenheit das Sein auf unveränderbare Zustände festlegt. Mit dem Prozess der Essentialisierung einher geht oft die Ablehnung von oder gar die Angst vor Vermischung getrennter Wesenheiten.
Der Begriff steht in engem Zusammenhang mit dem des Essentialismus, also der Vorstellung, dass die betrachteten Personen, Gruppen, Institutionen, Epochen usw. eine unveränderliche Essenz im Sinne der platonisch-Aristotelischen Philosophie besitzen. Er betont aber den Vorgang der Konstruktion, das Zustandekommen oder das „Werden“ essentialistischer Vorstellungen, also einen Prozess, dessen Ursachen und Verlauf im Ergebnis nicht mehr sichtbar sind. 
Der Begriff der Essentialisierung wird als Fachbegriff der Soziologie und Ethnologie besonders in der Forschung um Fremdenfeindlichkeit, Anti-Gender-Bewegung, Rassismus und in den Bereichen der Interkulturelle Kommunikation angewandt. Insbesondere bezeichnet er in diesen Zusammenhängen die „(Über-)Betonung physiognomischer Merkmale (z. B. Hautfarbe, körperliche Behinderung), Geschlechtszugehörigkeit und religiösen oder sexuellen Orientierungen“, die eine „Reduzierung der jeweiligen Person auf dieses eine Merkmal“ beinhaltet und dabei andere Identitätsmerkmale der Person ausblendet.

## Soziale und kulturelle Essentialisierung
Essentialisierung bedeutet im sozial- und kulturwissenschaftlichen Zusammenhang den Prozess der Kategorisierung kultureller bzw. sozialer (z. B. Religion, Ethnie, Identität) oder körperlicher Merkmale (Biologisches Geschlecht, Sexualität, Hautfarbe, Körper) einer Gruppe oder einer Person als für sie wesenhaft. Eine solche Kategorisierung betont den Vorrang des Wesens gegenüber der Existenz, also des „So-Seins“ über das konkrete „Dasein“. Sie kann sich sowohl auf das Andere in seiner Andersartigkeit als auch auf das Eigene in seiner ursprünglichen Wesenheit beziehen, konstruiert also explizit oder implizit Gegensetzpaare.
Ein bekanntes Beispiel für einen solchen Konstruktionsprozess stammt von Edward Said, der zeigt, dass es sich bei der Essentialisierung des geographischen Orients zu einer kulturellen Kategorie um eine Konstruktion des Okzidents handelt, die in Form des Fachs Orientalistik wissenschaftlich fest institutionalisiert wurde. Festgeschrieben werden durch diesen Prozess die Wesensmerkmale (also die grundlegenden, überzeitlichen, grundsätzlich nicht veränderlichen Eigenarten) einer Gruppe und die Andersheit der Gruppen, die hiervon ausgeschlossen werden, während gleichzeitig die innere Differenzierung der Gruppen außer Acht gelassen wird. Essentialisierung geht mit einer Reduzierung der jeweiligen Gruppe auf ein oder mehrere Kernmerkmale einher, blendet also andere Identitätsmerkmale der Person aus; es handelt sich also auch um eine Form des Reduktionismus. Essentialisierung geht außerdem davon aus, dass Menschen aufgrund bestimmter Merkmalen eindeutig bestimmten Gruppen zugeordnet werden können.
Der Prozess der Essentialisierung beeinflusst daher die Beziehungen einzelner Menschen oder Gruppen zueinander (z. B. durch Stereotype), ihre Wahrnehmung und ihr Handeln, indem sie zahlreiche Imaginationen auslöst; er ist aber zugleich Resultat konkreter Interaktionen, in denen Stereotype und Essentialismen sich häufig verfestigen, z. B. in Form der Annahme, dass es sich bei den einer Gruppe zugeschriebenen Merkmalen um wesentliche, dauerhafte und notwendige Merkmale handelt. Als quasi zur Wahrheit gewordene und von Generation zu Generation weitergegebene Erzählungen sind sie im Alltagsleben nicht immer leicht zu erkennen.
Auch ganze Nationen und Gesellschaften oder Merkmale wie soziale Klassen und Schichten können essentialisiert werden („die Bourgeoisie“, „das Prekariat“, „die Hartz-IV-Empfänger“ – unter Vernachlässigung ihrer jeweiligen inneren Differenzen). Vergleichbar waren und sind in der Ethnologie oder Anthropologie Prozesse der Naturalisierung, durch die bestimmten Gruppen von Natur aus gegebene Wesensmerkmale zugeschrieben werden, z. B. durch Rassifizierung oder Ethnisierung (die Idee des „Wilden“ oder der „Naturvölker“).
Ziel einer Essentialisierung ist oft der Versuch der Schutz und die Stabilisierung einer angeblich naturgegebenen oder traditionellen Ordnung (z. B. der historischen Ordnung der Geschlechter). So zitiert Neela Banerjee Kritiker, die konstatieren, dass die religiöse Erziehung der Hindus in der amerikanischen Diaspora die innere Vielfalt des Hinduismus ignoriere und einen fiktiven Kern des Hinduismus zwecks Aufrechterhaltung einer fragwürdigen, in dieser Einheitlichkeit jedoch nie vorhandenen kulturellen Identität essentialisiere. Dieser Prozess (essentializing of Hinduism) führe zur Fiktion eines homogenen Hinduismus, der historisch nie existiert habe.
Aber auch Theorien der multikulturellen Gesellschaft stehen im Verdacht, identitätsstiftende Unterschiede zu essentialisieren.
Im Unterschied zur Essentialisierung sieht die Reifizierung gedachter sozialer Objekte als Sache, was ebenfalls ihren Konstruktcharakter unterschlägt.

## Biologische Essentialisierung
Eine Variante der Essentialisierung ist die Biologisierung z. B. von historischen Geschlechterkonstruktionen. Auch das Genom kann essentialisiert werden. Die Überbetongung der Körperlichkeit wird auch dem Bundesverfassungsgericht im Hinblick auf die Rechtsfragen bei der Novellierung des § 45b PStG vorgeworfen, wo der Kategorisierungsdrang zum Rückgriff aus körperliche Kriterien zwinge.

## Historische Essentialisierung
Bei der (geschichts-)wissenschaftlichen Wahrnehmung einer historischer Zeit als einer klar abgrenzbaren Epoche, der wesenhafte Merkmale zugesprochen werden (z. B. die Prägung durch einen Zeitgeist), spricht man ebenfalls von Essentialisierung oder Epochalisierung. Typische Beispiele sind Gliederungsmodelle der Geschichte („Antike“, „Feudalismus“, „Neuzeit“) oder Kunstgeschichte („Romantik“), die Interpretationsleistungen des historischen Bewusstseins darstellen, wobei das Epochenbewusstsein durch neue Diskurse immer wieder de- und neukonstruiert wird. Der Vorwurf der Essentialisierung bezieht sich auch auf die vermeintliche Prägung historischer Epochen durch eine Person (z. B. „Pax Augusta“, „Zeitalter Napoleons“, „Stalinismus“).
Die Praxis der Essentialisierung war insbesondere eine Merkmal des Historismus, der Epochen, Traditionen, Ideen und Institutionen nicht als Ergebnisse gesellschaftlicher Prozesse, sondern als organische oder geschichtlich gewachsene Wesenhaftigkeiten ansieht.
Auch historische Formen der Arbeit können essentialisiert werden, z. B. die unter bestimmten gesellschaftlichen Bedingungen „typische“ Arbeit von Frauen als „Hausfrauenarbeit“.

## Strategische Essentialisierung aus Sicht benachteiligter Gruppen
Identitätspolitik nutzt das Instrument der Essentialisierung zur strategischen Durchsetzung ihrer Interessen. Dem stellt Gayatri Chakravorty Spivak den Entwurf des „strategischen Essentialismus“ der Beherrschten oder der Minderheiten (z. B. von Migranten) entgegen. Dieser stellt ein politisch motiviertes, mit der Einsicht in den Konstruktionscharakter kultureller Eigenarten verbundenes und daher reflektiertes Beharren z. B. von Armen- oder Bürgerrechtsbewegungen auf ihren gruppenspezifischen, essentiellen Wesenszügen und Authentizität dar, was angesichts der zunehmenden „Enttraditionalisierung“ der Gesellschaft umstritten ist. Ein unreflektierter strategischer Essentialismus oder „Gegen-Essentialismus“ vertritt die Position, dass das Opfer immer unschuldig ist, gleichgültig welche Strategien es zum Widerstand wählt.

## De-Essentialisierung
Als De-Essentialisierung wird vor allem im angelsächsischen Sprachraum die Auflösung von Essentialisierungen bzw. die kritische Hinterfragung des essentialisierenden, identitären Denkens bezeichnet. Eine skandinavische Untersuchung zeigt, dass die kulturelle Homogenität oder Heterogenität in Schweden und Finnland im Erziehungssystem jeweils sehr unterschiedlich betont wird, wobei mit steigender Betonung der multikulturellen oder vielschichtigen Identität der Studierenden die Tendenz in Richtung der Auflösung essentialisierenden Denkens verstärkt wird. Damit wird aber auch der in Skandinavien verankerte Egalitarismus in Frage gestellt. Seyla Benhabib fordert, dass „wir moralisch nicht verpflichtet sind, kulturelle Identitäten, die mit einer [...] Demokratisierung unvereinbar sind, am Leben zu erhalten“.